# Агапитово
Агапитово — деревня в Парфеньевском районе Костромской области.

## География
Деревня находится в центральной части региона, в подзоне южной тайги, на расстоянии приблизительно в 29 км по прямой на север от центра района села Парфеньево, административного центра района.

### Климат
Климат характеризуется как умеренно континентальный, с продолжительной холодной многоснежной зимой и коротким сравнительно тёплым летом. Среднегодовая температура воздуха — 2,6 °C. Средняя температура воздуха самого холодного месяца (января) — −12,5 °C (абсолютный минимум — −47,1 °C); самого тёплого месяца (июля) — 17,4 °C (абсолютный максимум — 36,4 °С). Продолжительность периода активной вегетации растений (выше 10 °C) составляет примерно 120 дней. Годовое количество атмосферных осадков — 611 мм, из которых 445 мм выпадает в период с апреля по октябрь.

## История
В период существования Костромской губернии деревня относилась к Чухломскому уезду. В 1872 году здесь было учтено 19 дворов, в 1907 году — 16. До 2021 года деревня входила в Матвеевское сельское поселение (Костромская область).

## Население
Постоянное население составляло 86 человек (1872 год), 91 (1897), 93 (1907), 0 как в 2002 году, так и в 2022.